# هارولد ماریون
 هارولد ماریون (انگلیسی: Harold Mahony؛ زاده ۱۳ فوریهٔ ۱۸۶۷ درگذشته ۲۷ ژوئن ۱۹۰۵) یک تنیس‌باز اهل ایرلند-اسکاتلند بود.
هارولد سگرسون ماهونی (13 فوریه 1867 - 27 ژوئن 1905) یک تنیسور اسکاتلندی الاصل بود که بیشتر به خاطر کسب عنوان تک نفره در مسابقات قهرمانی ویمبلدون در سال 1896 شناخته می شود. دوران حرفه ای او از سال 1888 تا زمان مرگش در سال 1905 ادامه داشت. ماهونی در سال 1905 به دنیا آمد. اسکاتلند اما اکثریت عمر خود را در ایرلند زندگی کرد. خانواده او از جمله پدر و مادرش ایرلندی بودند، خانه خانوادگی در شهرستان کری، جنوب غربی ایرلند بود. او آخرین مرد اسکاتلندی بود که ویمبلدون را تا زمان پیروزی اندی موری در مسابقات قهرمانی 2013 برد.